# Olbramovice Ves
Olbramovice Ves je část obce Olbramovice v okrese Benešov. V roce 2009 zde bylo evidováno 213 adres. Olbramovice Ves leží v katastrálním území Olbramovice u Votic o výměře 9,86 km².

## Historie
První písemná zmínka o vesnici pochází z roku 1352.

## Pamětihodnosti
- Kostel Všech svatých
- Tvrz u bývalého dvora nedaleko kostela
- Sýpka
- Sousoší Kalvárie

## Další fotografie

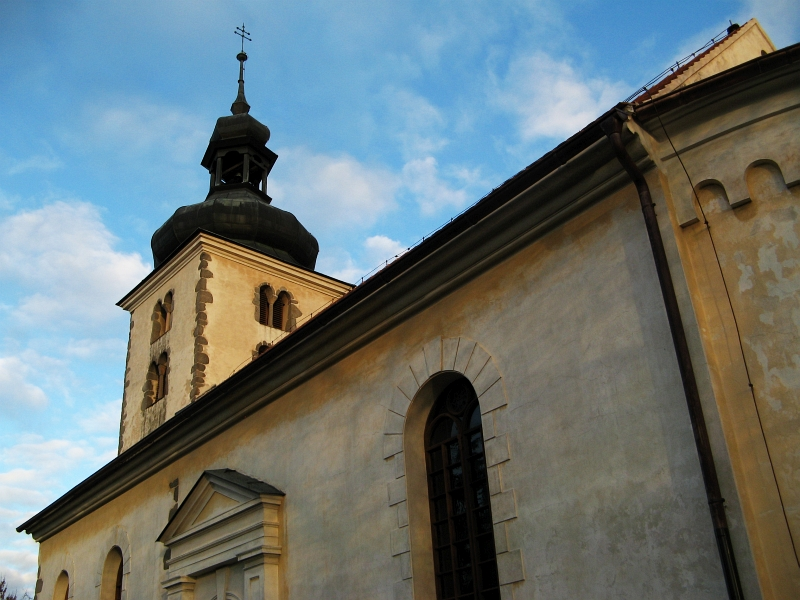
Kostel Všech svatých
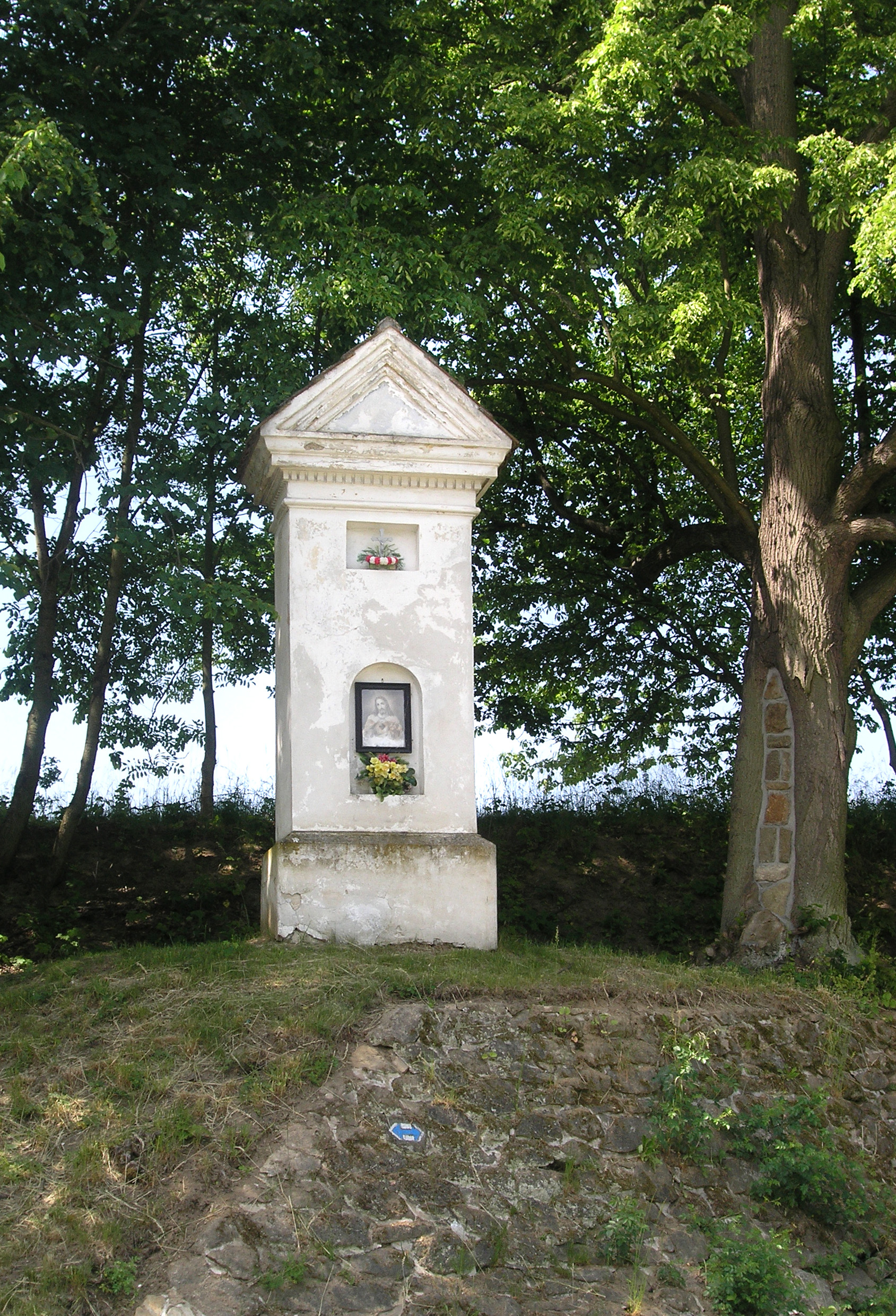
Výklenková kaplička u zajímavě opraveného stromu
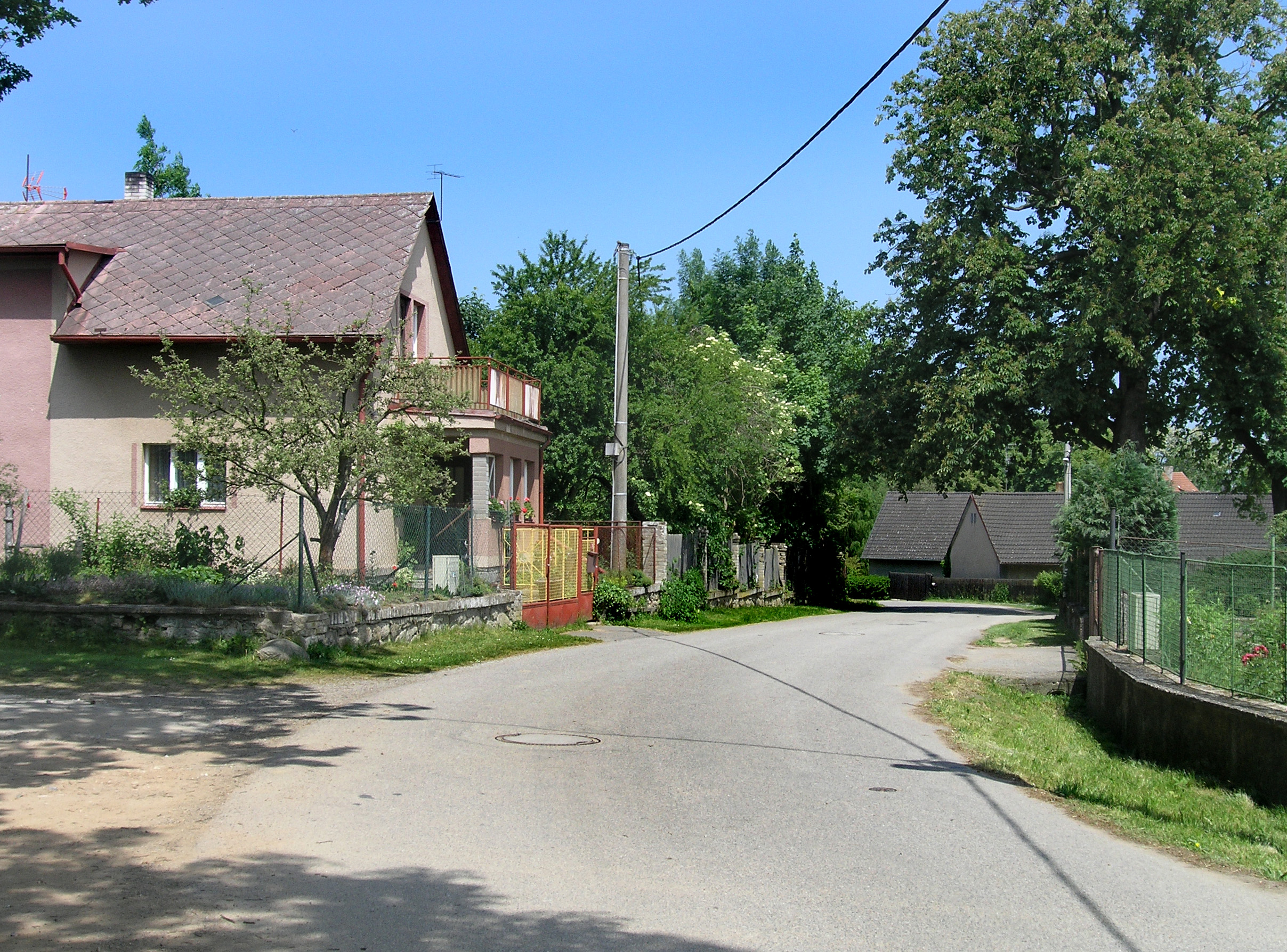
Jihovýchodní část vesnice